# Bopha Kong
Pour les articles homonymes, voir Kong.
Bopha Kong, né le 25 avril 1981, est un taekwondoïste handisport français, quadruple champion du monde et double champion d'Europe de para-taekwondo.

## Carrière
Originaire du Vietnam, Bopha Kong arrive en France à l'âge de trois ans. Durant l'adolescence, il vit à Gonesse (Val-d'Oise) et pratique alors la boxe anglaise. Alors qu'il est âgé de 18 ans, ses fréquentations d'alors fabriquent une bombe artisanale qui lui arrache les mains, ce qui lui vaudra six mois d'hospitalisation et six autres mois en centre de rééducation. Il reprend une activité sportive avec le para-taekwondo.
Il participe et remporte les premiers Championnats du Monde de para-tækwondo organisés en 2009 à Bakou (Azerbaïdjan) : « le tækwondo m’a apporté des valeurs comme le respect, la confiance, le dépassement de soi. Je suis un compétiteur donc les challenges et l’adrénaline sont des choses qui m’attirent et le tækwondo m’a permis de découvrir des sensations uniques ». Il remporte également ceux de 2010, 2015 et 2019, ainsi que les championnats d'Europe de 2015 et 2018.
Après avoir été licencié au CKF de Bondy, il fonde le club Taekwondo Warriors Pantin club, dans la ville où il s'est installé, il est engagé vers 2020 par le Conseil départemental de la Seine-Saint-Denis pour animer des activités de sport-santé.
Bopha Kong participe aux Jeux paralympiques d'été de 2020 à Tokyo, perdant le match pour la médaille de bronze dans la catégorie des moins de 61 kg contre le Russe Daniil Sidorov (en).
Il remporte la médaille d'argent dans la catégorie des moins de 58 kg aux Championnats d'Europe 2022 à Manchester.